# Canon EOS D2000
Canon EOS D2000 (другое название Kodak Professional DCS 520) — цифровой зеркальный фотоаппарат, разработанный компанией Kodak на основе малоформатного фотоаппарата Canon EOS-1N. Выпущен в марте 1998 года и продавался компаниями Canon и Kodak под названиями EOS D2000 и DCS 520, соответственно, по цене около 15 000 долларов США. Удостоен награды TIPA Best DSLR Professional 1998.

## Технические особенности
Эта модель стала первым в мире профессиональным зеркальным фотоаппаратом, оснащённым встроенным жидкокристаллическим дисплеем для немедленного просмотра готовых снимков. Такой возможности были лишены владельцы всех предыдущих моделей, в том числе EOS DCS 3 и более высокого класса EOS DCS 1. Так же, как и его предшественники, EOS D2000 основан на серийном малоформатном фотоаппарате Canon EOS-1N. Однако в новой модели цифровой задник полностью интегрирован с камерой, из которой удалены ненужные детали лентопротяжного тракта. Модифицирован и видоискатель, который стал отображать только регистрируемый матрицей кадр. В предыдущих гибридных камерах его границы обозначались рамкой на полноразмерном фокусировочном экране. 
Фотоаппарат получил новую ПЗС-матрицу с разрешением 2 мегапикселя вместо 1,3 у EOS DCS 3. Физический размер 22,5×15,1 мм близок к формату APS-C, и уменьшает угловое поле объективов Canon EF эквивалентно кроп-фактору 1,6. EOS D2000 стал одним из первых цифровых фотоаппаратов, снабжённых встроенным конвертером генерируемых АЦП камеры файлов RAW в пригодный для просмотра и быстрой передачи по интернету JPEG. Предыдущие модели требовали конвертацию на внешнем компьютере. Запись готовых файлов велась на карты памяти стандарта PCMCIA, для подсоединения которых имелись два слота, в которые устанавливаются две таких карты типов I и II, или одна карта тип-III. Через соответствующий адаптер файлы могут сохраняться и на картах CompactFlash. Устаревший и громоздкий интерфейс SCSI заменён на более скоростной IEEE 1394. Произведены и другие эволюционные улучшения, такие как увеличенная скорость серийной съёмки и возможность оперативной замены батареи.
Через 9 месяцев после появления EOS D2000 компания Canon выпустила модель EOS D6000 (другое название Kodak DCS 560) с более высоким разрешением в 6 мегапикселей и пониженной частотой серийной съёмки. EOS D2000 и EOS D6000 стали последними из камер, произведённых совместно фирмами Kodak и Canon. Kodak продавала DCS 520 как минимум до 2001 года. В том же году компанией Canon была выпущена первая самостоятельно разработанная и изготовленная цифровая зеркальная камера профессионального класса Canon EOS-1D, положившая начало целой линейке аппаратуры.

## Совместимость
Камера совместима со всеми объективами стандарта Canon EF, но не поддерживает стандарты EF-S для APS-C камер, а также EF-M и Canon RF для беззеркальных камер. Поскольку фотоаппарат относится к группе «Б», в автоматическом режиме с ним работают только старые Фотовспышки Speedlite серии EZ, предназначенные для плёночной аппаратуры, работающей по технологии TTL OTF. Современные вспышки EX работают с камерой только в ручном режиме.